# NGC 4433
NGC 4433 ist eine Balken-Spiralgalaxie mit ausgedehnten Sternentstehungsgebieten vom Hubble-Typ SBab im Sternbild Jungfrau an der Ekliptik. Sie ist schätzungsweise 129 Millionen Lichtjahre von der Milchstraße entfernt und hat einen Durchmesser von etwa 90.000 Lj.

Im selben Himmelsareal befinden sich u. a. die Galaxien NGC 4403, NGC 4404, NGC 4428, NGC 4487.
Das Objekt wurde am 16. März 1828 von John Herschel entdeckt.